# Villetaneuse
Villetaneuse is een gemeente in het Franse departement Seine-Saint-Denis (regio Île-de-France) en telt 11.376 inwoners (1999). De plaats maakt deel uit van het arrondissement Saint-Denis.

## Geografie
De oppervlakte van Villetaneuse bedraagt 2,3 km², de bevolkingsdichtheid is 4946,1 inwoners per km².
De onderstaande kaart toont de ligging van Villetaneuse met de belangrijkste infrastructuur en aangrenzende gemeenten.

## Demografie
Onderstaande figuur toont het verloop van het inwonertal (bron: INSEE-tellingen).